# PSA-IgM
L'immunocomplesso PSA-IgM è formato dall'Antigene Prostatico Specifico (PSA, Prostate Specific Antigen) e da immunoglobuline specifiche anti-PSA appartenenti alla classe M (IgM). È stato identificato nel siero di pazienti affetti da cancro alla prostata .
Questa evidenza ha indotto a proporre il PSA-IgM come nuovo biomarcatore da associare al PSA al fine di migliorare la diagnostica del cancro alla prostata in un'ottica di precocità, dal momento che i livelli sierici di PSA-IgM subiscono una variazione significativa già nelle prime fasi della carcinogenesi .
La teoria dell'immunosorveglianza può spiegare la presenza degli immunocomplessi nel siero dei pazienti oncologici. 
Il sistema immunitario adotta principalmente tre strategie per prevenire la tumorigenesi: la protezione dell'ospite dai virus che inducono tumori, la prevenzione o la eliminazione dei processi infiammatori che potrebbero causare tumorigenesi e l'identificazione ed eliminazione specifica di cellule tumorali sulla base della loro espressione degli antigeni tumore-specifici .
L'immunosorveglianza del tumore è un evento rivolto all'identificazione ed eliminazione delle cellule tumorali prima
che diventino di rilevanza clinica. È stato proposto un modello di immunosorveglianza che prende il nome di immunoediting, costituito da tre fasi: eliminazione, equilibrio, escape. Il sistema immunitario in un primo momento riconosce le cellule tumorali e tenta di eliminarle completamente utilizzando gli elementi sia della risposta innata e sia di quella umorale. In conseguenza di una non completa eliminazione della crescita neoplastica si può instaurare un equilibrio temporaneo tra il sistema immunitario e il tumore dove la crescita tumorale è sotto il controllo del sistema immunitario che continua a esercitare una soppressione selettiva sulle cellule trasformate.
Quando la crescita neoplastica riesce a selezionare quelle varianti cellulari tumorali, in grado di evadere la risposta immunitaria anti-tumorale, allora la proliferazione delle cellule tumorali sfugge al controllo del sistema immunitario e il tumore continua a crescere fino a diventare evidente dal punto di vista clinico.
Questo processo di immunoediting coinvolge sia la risposta immunitaria cellulare, con linfociti, cellule NK e macrofagi sia
quella umorale, con l'attivazione del complemento e le immunoglobuline, in particolar modo le immunoglobuline di classe M (IgM).
Dalla letteratura risulta che i biomarcatori tumorali formano facilmente immunocomplessi circolanti, costituiti dal biomarcatore associato alle IgM, come nel caso del biomarcatore immunocomplessato CEA-IgM per il cancro al colon  e dell'SCCA-IgM per la diagnosi precoce dell'epatocarcinoma ,.